# Lilla Barlastholm
Lilla Barlastholm är en ö i Finland. Den ligger i Finska viken och i kommunen Borgå i den ekonomiska regionen  Borgå i landskapet Nyland, i den södra delen av landet. Ön ligger omkring 42 kilometer nordöst om Helsingfors.
Öns area är 0,5 hektar och dess största längd är 90 meter i öst-västlig riktning. I omgivningarna runt Lilla Barlastholm växer i huvudsak barrskog.